# Ye (album)
Ye (stylizováno jako ye) je osmé studiové album amerického rappera a hudebního producenta Kanyeho Westa. Album bylo nahráno u vydavatelství GOOD Music a Def Jam Recordings a vydáno 1. června 2018. Na albu hostují umělci Kid Cudi, Ty Dolla Sign, PartyNextDoor, Jeremih, Charlie Wilson, 070 Shake a Nicki Minaj. Hudbu kompletně produkoval West s dalšími spoluproducenty.
Ye je druhé z pěti alb, které West produkoval na konci jara 2018. Alba vycházela s týdenním odstupem po sobě a všechna měla sedm písní. Jednalo se o alba: Pusha T - Daytona, Kanye West - ye, Kanye West a Kid Cudi - Kids See Ghosts, Nas - Nasir, Teyana Taylor - KTSE.

## O albu
Deset dní od vydání alba The Life of Pablo West oznámil práci na novém albu s názvem Turbo Grafx 16, které mělo být původně vydáno také během roku 2016. Původně oznámené datum vydání však nebylo dodrženo. V srpnu 2016 West vyjel na Saint Pablo Tour. Turné mělo zahrnovat 41 koncertů, ale po 19 z nich bylo zrušeno poté, co West v Sacramentu přerušil koncert 20minutovým monologem, po kterém koncert předčasně ukončil. Po incidentu byl přijat na pozorování na psychiatrii v UCLA Medical Center. Diagnóza zněla psychóza vyvolaná vyčerpáním a dehydratací. Po této zkušenosti se na 11 měsíců odmlčel ze sociálních sítí a stáhl se z veřejného života.
Od května 2017 se uzavřel na ranči u pohoří Teton Range ve Wyomingu, kde začal tvořit novou hudbu. Veškerá vznikající hudba tak byla nahrávána v tichosti. V dubnu 2018 se West vrátil na sociální sítě, zejména na Twitter, a také dal několik rozhovorů. Na Twitteru mimo jiné vyvolal kontroverzi podporou republikánského prezidenta Donalda Trumpa, v rozhovoru pro bulvár TMZ zase odhalil svou dřívější závislost na opiátech a pronesl kontroverzní výrok, že dlouhodobé otroctví Afroameričanů bylo jejich volbou.
West i jeho manželka Kim Kardashian později potvrdili, že po rozhovoru na TMZ, který proběhl 1. května 2018, došlo ke kompletnímu přehrání a předělání alba. Změny na poslední chvíli se dotkly také obalu alba, který West vyfotografoval na svůj iPhone 31. května 2018 před slavnostní přehrávkou alba. Na obalu jsou zachyceny hory s nápisem "I hate being Bi-Polar / its awesome".

## Po vydání
Album bylo vydáno 1. června 2018. Původně bylo vydáno jako live stream přehrávky alba, kterou West pořádal v Jacksonu ve Wyomingu. Brzy poté album uniklo na internet a West se ho tedy rozhodl vydat i na streamovacích službách.
Debutovalo na 1. příčce žebříčku Billboard 200 s 208 000 prodanými kusy (po započítání streamů) v první týden prodeje. West tím vyrovnal Eminemův rekord osmi po sobě jdoucích alb, která debutovala na 1. příčce. Na streamovací službě Apple Music se umístilo na první příčce v přehrávání v 85 zemích, na iTunes v 63 zemích.
Všech sedm písní debutovalo v top 40 písních žebříčku Billboard Hot 100. Nejlépe se umístily písně "Yikes" (8. příčka), "All Mine" (11. příčka) a "Ghost Town" (16. příčka).

## Ohlasy kritiků
Na internetovém agregátoru recenzí Metacritic obdrželo hodnocení 65 bodů ze 100, jako - v době vydání - Westovo nejhůře hodnocené. Na jednu stranu byla albu vyčítána chaotičnost, nedotaženost a uspěchanost, na druhé kritici ocenili minimalismus skladeb a zachycení momentální nejisté osobnosti Kanyeho Westa, který na albu hovoří o své psychické nestabilitě.
Hudební publicista Karel Veselý ve své recenzi alba pro server Aktuálně.cz uvedl: „Westova reflexe života s mentální poruchou je chvíli upřímná, pak ale bez varování sklouzne do vyložené podivnosti. (...) Album Ye místo autentické zpovědi, natočené v osamění na venkově, působí prostě jen nedodělaně.“ A uzavírá: „Ye tak odráží rozpolcenou mysl génia hlavně v roztěkanosti materiálu a pokročilé chaotičnosti.“
Recenzent Radia Wave Matěj Schneider vyjádřil zklamání z desky následovně: „Při poslechu desky jsem se cítil tak, jak jsem nečekal, že se někdy u Kanyeho desky budu cítit. Kanye se totiž vždycky snažil být hodně bombastický, tahle deska ale není ani dobrá, ani špatná, prostě tak nějak jenom Ye.“ Schneiderům kolega Jonáš Kucharský tento postoj potvrdil: „Tohle je spíš taková pohodlná selanka na gauči, u které se nic nestane. Kanye West se snaží mluvit o svých mentálních problémech, všechno je to ale na levelu motivačních citátů.“

## Seznam skladeb
| Pořadí         | Název                       | Hudba                                            | Text | Délka |
| -------------- | --------------------------- | ------------------------------------------------ | --- | ----- |
| 1.             | I Thought About Killing You | Kanye West, Francis and the Lights, Benny Blanco | Kanye West, Mike Dean, Francis Starlite, Benny Blanco, Cydel Young, Dexter Mills, Malik Yusef, Richard Cowie, Joseph Adenuga Olaitan              | 4:34  |
| 2.             | Yikes                       | West, Dean                                       | West, Dean, James Mbarack Achieng, Ayub Ogada, Aubrey Graham, Young, Mills, Danielle Balbuena, Jordan Jenks, Asten Harris, Yusef                  | 3:08  |
| 3.             | All Mine                    | West, Dean, Francis and the Lights               | West, Dean, Starlite, Young, Mills, Jeremy Felton, Balbuena, Anthony Clemons, Uforo Ebong, Tyrone Griffin, Jr., Yusef                             | 2:25  |
| 4.             | Wouldn't Leave              | West, Ty Dolla Sign, Dean                        | West, Dean, Reverend W.A. Donaldson, Griffin, Jr., Justin Vernon, Jahron Brathwaite, Starlite, Yusef, Noah Goldstein, Felton                      | 3:25  |
| 5.             | No Mistakes                 | West, Che Pope, Caroline Shaw, Dean              | West, Dean, Edwin Hawkins, Ricky Walters, Che Pope, Young, Yusef                                                                                  | 2:03  |
| 6.             | Ghost Town                  | West, Dean, Francis and the Lights, Benny Blanco | West, Dean, Trade Martin, Shirley Ann Lee, Brathwaite, Young, Mills, Balbuena, Starlite, Yusef, Carole Bayer Sager, Helen Jayne Culver, Goldstein | 4:31  |
| 7.             | Violent Crimes              | West, Irv Gotti, 7 Aurelius                      | West, Balbuena, Dean, Kevin Parker, Griffin, Jr., Yusef, 7 Aurelius, Irving Lorenzo                                                               | 3:35  |
| Celková délka: | Celková délka:              | Celková délka:                                   | Celková délka: | 23:41 |